# Усенов, Бектур Усенович
Усенов Бектур Усенович (кирг. Усенов Бектур Усенович; род. 22-июля 1995 года, Бишкек, Кыргызстан) — киргизский сценарист и актер.

## Биография
Усенов Бектур Усенович - актер, сценарист. Родился 22 июля 1995 года в городе Бишкек (Кыргызстан), четвёртый из пяти детей. Окончил среднюю школу № 85 в Бишкеке. Далее продолжил обучение в Общеобразовательном колледже при Международном Университете Кыргызстана., который окончил в 2012 году. В 2016 году окончил Международный университет Кыргызстана на факультете Международных отношений, по специальности Дипломатическая и консульская служба.

## Творческая деятельность
Уже во время обучения в Международном Университете Кыргызстана Бектур участвовал в телевизионных проектах Региональной Лиги КВН «Ала-Тоо», «КВН КЫРГЫЗСТАНА», «Tamashow» (кирг. «Тамашоу»), «Не жанылык» (русс. «Не новости»). В 2018 году участвовал на Летнем кубке КВН в составе команды Азия MIX.
Снимался второстепенным героем в фильмах «Напарниктер» (русс. «Напарники», режиссёр: Бакыт Осмонканов), «План Б» (режиссёр: Жениш Майрамбек уулу), «Айыл Кэмп» (русс. «Деревенский лагерь», режиссёр: Жениш Майрамбек уулу), AKKEME Production). Усенов Бектур в роли главного героя дебютировал в 2020 году, снявшись в сериале «Кошунаны тандабайт» (русс. «Соседей не выбирают») и в полнометражном фильме «Алтын кошуналар» (русс. «Золотые соседи», режиссёр: Радик Эшимов).
Сценарист телевизионных передач «Не Жанылык» (русс. «Не новости»), «Кошунаны Тандабайт”. Полнометражный фильм “БайКуш” ( русс.)